# Het Nederlandsche Boekengilde
Het Nederlandsche Boekengilde (Die Niederländische Büchergilde) ist eine niederländische Buchreihe mit internationalen Autoren in niederländischen Übersetzungen, die in den Jahren 1936 bis Anfang 1943 erschien und es auf einige Dutzend Bände brachte. Sie erschien in Baarn und Hilversum. Die Bände erschienen unregelmäßig und teils ohne Zählung.

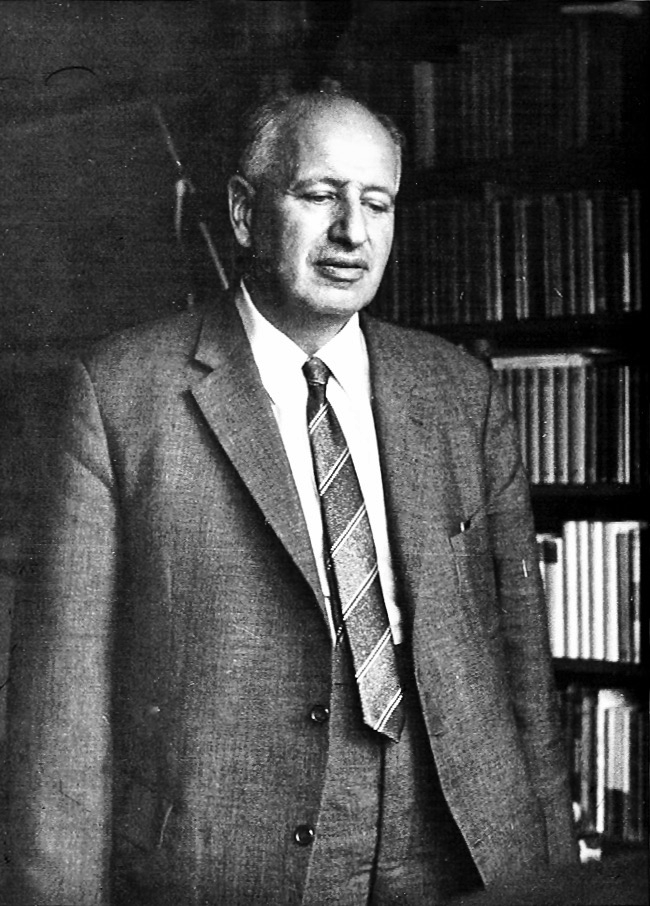
Der deutsche Verleger Heinz Kohn (1907–1979), als Sohn eines jüdischen Textilfabrikanten geboren, floh nach der „Machtergreifung“ Adolf Hitlers im Mai 1933 in die Niederlande

## Geschichte
Aufgrund von Schwierigkeiten im vorherigen Verlag Boekenvrienden Solidariteit zwischen dem Verleger Hein Kohn und seinem Geschäftspartner Jan Hilvers (1886–1956) – auf dessen Namen der Verlag eingetragen war – hatte dieser Ende 1935 schließen müssen und Kohn setzte diesen durch eine Neugründung fort. Der Verlag war zusammen mit dem Allert de Lange Verlag und dem Querido Verlag einer der drei bedeutendsten Exilverlage gewesen, die während der NS-Zeit in den Niederlanden veröffentlichten. Kohn gelang es dann, andere für die Gründung von Het Nederlandsch Boekengilde im Jahr 1936 zu interessieren, und konnte bis Anfang 1943 Bücher veröffentlichen.
Die folgende Übersicht erhebt keinen Anspruch auf Aktualität oder Vollständigkeit:

## Bände (Auswahl)
- Angela Borgia. Meyer, Conrad Ferdinand. - Baarn : Nederlandsche Uitg., [ca. 1940]
- Baanbrekers der wetenschap. Gumpert, Martin. - Baarn : Nederlandsche Uitg., [1940]
- Borgia : het vervloekte geslacht Klabund / Het Nederlandsche Boekengilde / 1936
- Broer en zuster. Frank, Leonhard. - Hilversum : Het Nederlandsche Boekengilde, 1937
- De andere helft. Worby, John. - Baarn : Nederlandsche Boekengilde, 1939
- De blinde passagier. Poe, Edgar Allan. - [Baarn] : Nederlandsche Boekengilde, [ca. 1940]
- De historie van Isabele en Verowin. Kazemier, Geert. - Hilversum : Nederlandsche Boekengilde, 1938
- De man, die den president kende. Lewis, Sinclair. - [Baarn] : Nederlandsche Boekengilde, [ca. 1940]
- De notaris uit Havre. Duhamel, Georges. - Baarn : Nederlandsche Uitg., [ca. 1940]
- De overweg. David, Georges. - Baarn : Nederlandsche Boekengilde, [1940?]
- De redder der vrijheid en andere episoden uit het schimmenspel der Fransche Revolutie. Latzko, Andreas. - [Baarn]: Nederlandsche Boekengilde, [ca. 1940]
- De zoutmijn. Burgos, Fausto. - Baarn : Nederlandsche Uitg., 1938
- Driestuiversroman. Brecht, Bertolt. - Baarn : Nederlandsche Uitgeverij, [1939]
- Duitscher aangespoeld Merz, Konrad / Het Nederlandsche Boekengilde / 1937
- Dunant. Gumpert, Martin. - Baarn : Nederlandsche Uitg., [1938]
- Fontamara. Silone, Ignazio. - Hilversum : Nederlandsche Boekengilde, 1937
- Goede Vrijdag Rolland, Romain / Het Nederlandsche Boekengilde / 1937
- Het vroolijke gildeboek. Hermann, Georg. Hilversum : Nederlandsche Boekengilde, 1938
- Het wijde land : 16 novellen uit de moderne Russische letteren. Rost, Nico. Hilversum : Nederlandsche Boekengilde, 1938
- Hotel du Nord. Dabit, Eugène. - Hilversum : Nederlandsche Boekengilde, 1938
- In het hol van de tamme leeuw Landell, Olaf de / Het Nederlandsche Boekengilde / [1942?]
- Julio Jurenito's avontuurlijk leven : de zwerftochten van den Meester en zijn discipelen: Monsieur Delhaie, Mister Cool, Karl Schmidt, Ercole Bambucci, Alexei Tischin, Ilja Ehrenburg en den neger Ayscha, in de dagen des vredes, des oorlogs en der revolutie in Parijs, Mexico, Roma, aan den Senegal, in Moskou, Kineschma en andere plaatsen, alsmede verschillende uitspraken van den meester over pijpen, over leve en dood, over vrijheid, over het schaakspel, het volk der Joden en eenige andere zaken Ehrenburg, Ilja / Het Nederlandsche Boekengilde. Hilversum : Nederlandsche Boekengilde, 1938
- Kluivenduikers doedeldans Iependaal, Willem van / 't Lichtschip' / 1937
- Koninklijke Hoogheid. Mann, Thomas. - Hilversum : Nederlandsche Boekengilde, 1938
- Kunst als tijdsbeeld Hahn, A. / Het Nederlandsche Boekengilde / [1938]
- Olivia. Wassermann, Jakob. - Baarn : Nederlandsche Uitgeverij, [1938]
- Onder de wijde hemel. Andersen Nexø, Martin. - Hilversum : Nederlandsche Boekengilde, 1937
- Orang Blanda. Conrad, Joseph. - Baarn : Nederlandsche Uitg., [1941]
- Schimmenspel. Latzko, Andreas. - Baarn : Nederlandsche Uitg., [ca. 1940]
- Storm over de oceanen ... Smelik, Klaas. - Baarn : Nederlandsche Uitgeverij, [1938]
- Zeven dagen. Latzko, Andreas. - Hilversum : Het Nederlandsche Boekengilde, 1937